# Miguel Castro Leñero
Miguel Castro Leñero (Ciudad de México, 1956) es un pintor mexicano y uno de los principales exponentes del arte contemporáneo mexicano en el mundo.[cita requerida]
Estudió en la Escuela Nacional de Pintura y Escultura “La Esmeralda” del INBA. Posteriormente ingresó al taller de grabado del Centro de Investigación y Experimentación Plástica del INBA. A lo largo de su trayectoria artística ha realizado diversas exposiciones individuales y ha recibido varios premios y reconocimientos. Ha expuesto en Nueva York, Austria y Brasil.

## Juventud
Creció al lado de sus hermanos (también destacados pintores, Francisco, José y Alberto) en la Calle Nueve en un conocido barrio del sur de su ciudad natal. Los recuerdos de esa época lo llevaron a exponer una serie de dibujos con el nombre de ese lugar en la Galería de los Talleres en 1983. Un año antes había presentado su primera exposición individual en el Museo de Arte Carrillo Gil.

## Carrera
En 1975 ingresó a La Esmeralda, estudios que abandona dos años después para ingresar al taller de grabado del Centro de Investigación y Experimentación Plástica donde permanece también poco tiempo. En 1981 recibe el Premio de Adquisición del Salón Nacional de Artes Plásticas, Sección Bienal de Gráfica. Lector incansable, Castro Leñero obtiene de su imaginación muchos de los temas de su pintura, donde la textura es su sello particular. Representa a su manera los elementos cotidianos: animales, nubes, edificios, casas, ríos, mostrando sus orígenes y representándolos en su forma más elemental.
A lo largo de su trayectoria artística ha realizado diversas exposiciones individuales entre las que destacan:
- La flor de papel, en la Galería López Quiroga, México, D.F.

- Estar en el mundo, en la Galería OMR, México, D.F.

- Obra sobre papel, en el Hypo-Bank, Erfurt, Germany

- Pintura y Dibujo, en el Museo de Arte Contemporáneo, Oaxaca, México

- Misterios cotidianos, en la Galería López Quiroga, México D.F.

- Árbol de signos, en la Galería OMR, México D.F.

- Paisaje dividido, en el Museo de Arte Moderno, México D.F. y

- La respiración de la noche en el Museo de Arte Carrillo Gil, México D.F.

## Premio
Ha sido distinguido con importantes premios como:
- 1981 Premio adquisición Salón Nacional Artes Plásticas

- 1982 Premio adquisición Primera Bienal de Pintura Rufino Tamayo en Oaxaca Mex.

- 1982 Primer premio adquisición II Encuentro Arte Joven Aguascalientes, Mex.

- 1986 El Museo de Arte Moderno de la Ciudad de México organiza una exposición individual "Paisaje Dividido"

- 1992 Premio de adquisición en el Eco Art Internacional en Río de Janeiro, Brasil.

Ha participado en exposiciones colectivas, y su obra se encuentra en colecciones privadas en México, Estados Unidos, Ecuador, Cuba, Brasil, Colombia, España, Francia, Inglaterra, Alemania, Bélgica, Polonia, Italia. Suiza, Corea del Sur.